# Alfons Volleman
Alfons (of Alphonse) Volleman (Gent, 21 juni 1907 – Watermaal-Bosvoorde, 22 juli 1986) was een Belgisch altviolist en componist.
Hij kreeg zijn muziekopleiding aan het Gents conservatorium en sloot er diverse studies af met eerste prijzen. Hij kreeg onderricht in notenleer van Oscar Roels, harmonieleer van Leo Moeremans, viool van Edmond Harvant, kamermuziek van Louis Arschodt, altviool, fuga van Martin Lunssens en ten slotte een virtuositeitsdiploma altviool bij Séraphin Lonque. Een studie directie volgde nog bij Désiré Defauw aan het Brussels conservatorium. 
Na die studies kon hij snel aan de slag bij het orkest van het Nationaal Instituut voor de Radio-omroep (NIR); tussen 1935 en 1971 zat hij op de leidende plaats bij de altviolisten. Ongeveer in dezelfde periode (1935-1972) gaf hij altvioolles aan het Brussels Conservatorium. Roland Coryn is een leerling van hem. Een van zijn specialiteiten was de kamermuziek, daartoe had hij zelf een kwartet altviolisten in het leven geroepen.
Hij schreef volgens de Algemene muziek encyclopedie werken voor orkest, twee sonatines voor piano, een klarinetsonate, een fluitsonate, Drie schetsen voor trompet, hoorn en trombone, Fuga voor trompet, hoorn en trombone, een Andante voor altviool en orkest. Voor zijn eigen altvioolkwartet arrangeerde hij andermans werk. Opvallend is zijn verzameling werken voor blaasinstrumenten.
- International Standard Name Identifier: 0000 0000 7051 5705
- Virtual International Authority File: 99246223